# Cotylopus
Cotylopus és un gènere de peixos de la família dels gòbids i de l'ordre dels perciformes.

## Taxonomia
- Cotylopus acutipinnis (Guichenot, 1863)
- Cotylopus rubripinnis (Keith, Hoareau & Bosc, 2005)[3][4][5][6][7][8][9]